# Синявино (Тульская область)
Синявино — село в Плавском районе Тульской области России.
В рамках административно-территориального устройства входит в Пригородный сельский округ Плавского района, в рамках организации местного самоуправления включается в Пригородное сельское поселение.

## География
Расположено в 2,5 км к юго-западу от города Плавска. Через село протекает река Локна, левый приток реки Плава.

## Население
| 2010 |
| ---- |
| 66   |

Население — 66 чел. (2010).

## Известные уроженцы
- Сафонов, Борис Феоктистович — Дважды Герой Советского Союза, лётчик-истребитель.